# Yann Bonato
Yann Jean-Claude Bonato (Cannes, 4 marzo 1972) è un ex cestista francese.
Alto 201 centimetri, giocava come guardia tiratrice o ala piccola.

## Carriera
Anche il padre Jean-Claude è stato un cestista a livello professionistico.
Yann si è ritirato dall'attività agonistica nel 2004 a seguito di una mononucleosi.

## Palmarès

### Squadra
- Campionato francese: 2

CSP Limoges: 1999-2000
ASVEL: 2001-2002
- Coppa di Francia: 2

CSP Limoges: 2000
ASVEL: 2001
- Coppa Korać: 1

CSP Limoges: 1999-2000

### Individuale
- LNB Pro A MVP francese: 2

PSG Racing: 1994-1995
CSP Limoges: 1996-1997